# Az Év Települése díj
Az Év Települése díjat a Magyar Televízió 1-es csatornája ítélte oda 2004 és 2009 között minden év végén annak a magyarországi településnek, amelyre a Főtér című műsorában meghirdetett közönségszavazáson a legtöbb néző adta a szavazatát.
A nézők a műsorban az adott év során bemutatott 17 település közül választhattak. A nézők e-mailben, levélben és a műsor honlapján is voksolhattak a bemutatott városokra. 2008-ban közel 40 000 néző adta le a szavazatát a három hétig tartó játékban, és a győztes városra mintegy 13 000 szavazat érkezett.
A legtöbb szavazatot elnyerő település vezetőjének az MTV elnöke adta át a díjat, amelyet a Herendi Porcelánmanufaktúra készített. A győztes település újabb bemutatkozási lehetőséget kapott az M1 műsorában. A Magyar Turizmus Zrt. a verseny nyertesének kiemelt promóciós támogatást biztosított a következő évben, vagyis a településen zajló eseményeket, programokat a kiadványaiban, kiállításain kiemelt népszerűsítésben részesítette Magyarországon és külföldön egyaránt.

## A díjazott települések
| Év   | Település        |  | Címer |
| ---- | ---------------- |  | ----- |
| 2004 | Kőszeg           |  |       |
| 2005 | Veszprém         |  |       |
| 2006 | Szarvas          |  |       |
| 2007 | Sárospatak       |  |       |
| 2008 | Kaposvár         |  |       |
| 2009 | Hódmezővásárhely |  |       |